# Isabelle Brasseur
Isabelle Brasseur (n. 28 iulie 1970, Kingsbury⁠(d), provincia Québec, Canada) este o patinatoare artistică ce a reprezentat Canada, medaliată olimpică. A participat la 3 ediții ale Jocurilor Olimpice (1988, 1992, 1994) în care a câștigat o medalie de bronz.